# Harry Potter e l'Ordine della Fenice (videogioco)
Harry Potter e l'Ordine della Fenice (Harry Potter and the Order of the Phoenix) è un videogioco; è stato distribuito il 25 giugno 2007 in America e il 29 giugno 2007 in Europa, pochi giorni prima dell'uscita del film omonimo. Il gioco, come il film, è tratto da Harry Potter e l'Ordine della Fenice di J. K. Rowling, quinto romanzo nella serie di Harry Potter.

## Trama
La trama del gioco, come i suoi predecessori, ricalca per lo più quella del film omonimo, tralasciando vari aspetti e elementi contenuti nel libro originale.

## Modalità di gioco
Il gioco ritorna allo stile open world del terzo episodio, abbandonando quello a livelli del quarto, permettendo l'esplorazione dell'intero castello e aggiungendo varie missioni secondarie. 
La principale novità è il sistema di lancio degli incantesimi basato sul movimento del controller, diverso a seconda della piattaforma di gioco: facendo muovere la bacchetta del personaggio,  si lancerà l'incantesimo corrispondente a tale movimento.

## Sviluppo
Lo stile sandbox del gioco fornisce al giocatore un ambiente aperto, in quanto il giocatore può muoversi liberamente in alcune parti del gioco. Hogwarts in questo gioco è stata modellata sui set dei film piuttosto che su una ricreazione del design dello sviluppatore. Hanno ricreato ogni singolo sfondo iconico di tutti i film e hanno aggiunto le proprie stanze non caratterizzate.

## Incantesimi
- Incantesimi usati per esplorare
  - Wingardium Leviosa: viene utilizzato per far levitare oggetti.
  - Accio: usato per richiamare a sé oggetti.
  - Depulso: usato per allontanare da sé oggetti.
  - Incendio: incantesimo utilizzato per dare fuoco agli oggetti.
  - Reparo: usato per riparare gli oggetti.
  - Reducto: usato per distruggere oggetti.
- Incantesimi usati in duello
  - Expelliarmus: usato per disarmare un avversario o per respingerlo.
  - Petrificus Totalus: utilizzato per pietrificare i nemici.
  - Stupeficium: utilizzato per schiantare il nemico.
  - Protego: utilizzato per proteggersi durante un duello.
  - Rictusempra: incantesimo che fa il solletico al nemico distraendolo.
  - Expecto Patronum: usato per respingere l'attacco dei Dissennatori (utilizzabile solo in loro presenza).
  - Levicorpus: solleva in aria un nemico per le caviglie.
  - Finite Incantatem: annulla gli effetti di Levicorpus e Petrificus Totalus.

## Accoglienza
| Testata    | Giudizio | Giudizio | Giudizio | Giudizio | Giudizio | Giudizio | Giudizio | Giudizio |
| Testata    | DS       | GBA      | PC       | PS2      | PS3      | PSP      | Wii      | Xbox 360 |
| ---------- | -------- | -------- | -------- | -------- | -------- | -------- | -------- | -------- |
| Metacritic | 51/100   | 50/100   | 63/100   | 61/100   | 67/100   | 52/100   | 69/100   | 68/100   |

| Testata                        | Giudizio | Giudizio | Giudizio | Giudizio | Giudizio | Giudizio | Giudizio | Giudizio |
| Testata                        | DS       | GBA      | PC       | PS2      | PS3      | PSP      | Wii      | Xbox 360 |
| ------------------------------ | -------- | -------- | -------- | -------- | -------- | -------- | -------- | -------- |
| 1Up.com                        | N / A    | N / A    | N / A    | N / A    | Si+      | N / A    | Si+      | Si+      |
| Eurogamer                      | N / A    | N / A    | N / A    | N / A    | N / A    | N / A    | N / A    | 5/10     |
| Game Informer                  | N / A    | N / A    | N / A    | N / A    | 6.5/10   | N / A    | 6.5/10   | 6.5/10   |
| GamePro                        | N / A    | N / A    | N / A    | N / A    | N / A    | N / A    | 3,25/5   | N / A    |
| GameRevolution                 | N / A    | N / A    | N / A    | C−       | C−       | N / A    | C−       | C−       |
| GameSpot                       | 5/10     | 5/10     | 5/10     | 5/10     | 5/10     | 5/10     | 5/10     | 5/10     |
| GameSpy                        | 1.5/5    | N / A    | N / A    | N / A    | 4/5      | 2/5      | 4/5      | 4/5      |
| GameTrailers                   | N / A    | N / A    | N / A    | N / A    | 8/10     | N / A    | N / A    | 8/10     |
| Gamegioco                      | 5.3/10   | N / A    | N / A    | N / A    | 8/10     | 6.8/10   | 8/10     | 7.8/10   |
| IGN                            | 6/10     | N / A    | 7.3/10   | 7/10     | 7.6/10   | 5.5/10   | 7.8/10   | 7.6/10   |
| Nintendo Power                 | 7/10     | N / A    | N / A    | N / A    | N / A    | N / A    | 7/10     | N / A    |
| Official Xbox Magazine ( OXM ) | N / A    | N / A    | N / A    | N / A    | N / A    | N / A    | N / A    | 7.5/10   |
| PC Gamer                       | N / A    | N / A    | 59%      | N / A    | N / A    | N / A    | N / A    | N / A    |

Il gioco stesso ha ricevuto recensioni "miste o nella media", secondo l'aggregatore di recensioni di videogiochi Metacritic . I punteggi migliori del gioco sono stati quelli della settima generazione di console per videogiochi , con la versione Wii che ha ottenuto il punteggio più alto in assoluto con il 69%. I recensori sono stati particolarmente soddisfatti del modo in cui il telecomando Wii controllava il gioco, ma hanno affermato che il design del gioco era scadente.